# Cadillac Fairview
Cadillac Fairview ist ein international tätiges Property-Management-Unternehmen mit Hauptsitz in Toronto, Kanada. Alleineigentümer von Cadillac Fairview ist der Ontario Teachers’ Pension Plan, der durch seine Investitionen die Pensionen von 295.000 Lehrern sichert.
Das Unternehmen verfügt über mehrere Bürogebäude und Einkaufszentren und verwaltet diese. Zu den Aufgaben des Unternehmens zählen neben der Vermietung von Gewerbe- und Büroflächen die Erhaltung/Renovierung und Organisierung der Gebäude. Das Unternehmen zählt zu den größten Immobilienverwaltungsunternehmen in Nordamerika. In den Vereinigten Staaten und Kanada hat das Unternehmen über 87 Gebäude im Wert von über 19 Mrd. Dollar im Portfolio. Weitere Immobilien befinden sich in Großbritannien, der Volksrepublik China und Brasilien.

## Geschichte
Die Cadillac Development Company Limited wurde 1953 von den drei Freunden Eph Diamond, Joseph Berman und Jack Kamin gegründet. Der Name wurde inspiriert von Kamins damaligen Auto. Einige Jahre später wurde auch die Fairview Corporation als Tochterunternehmen der Cemp Investments Limited, der Holding der Bronfman Familie gegründet. Im Frühjahr 1974 fusionierten die beiden Unternehmen und wurden zu einer nennenswerten Kraft in der Kanadischen Immobilienbranche. Im Jahr 1975 startete das Unternehmen mit dem Eintritt in den US-Markt.
Um 1999/2000 übernahm der Ontario Teachers’ Pension Plan das Unternehmen vollständig (für etwa 2,3 Mrd. US-Dollar), nachdem er bereits einige Jahre zuvor größter Aktionär wurde. Im Jahr 2022 erwarb Cadillac Fairview 25 % am britischen Entwickler Stanhope PLC.

## Gebäude (Auswahl)

### Kanada
- Chinook Centre, Alberta
- Encor Place, Alberta
- Market Mall, Alberta
- PricewaterhouseCoopers Place, British Columbia
- Pacific Centre, British Columbia
- Waterfront Centre, British Columbia
- Polo Park Shopping Centre, Winnipeg
- Eaton Centre, Toronto
- Simcoe Place
- RBC Centre

### USA
- Stonewood Center, Kalifornien
- Lakewood Center, Kalifornien
- Los Cerritos Shopping Centre, Kalifornien
- The Mall at Stonecrest, Georgia
- Queens Center, New York
- Cascade Mall, Washington
- Crosscourt Plaza, Washington

### Großbritannien
- Thomas More Square, London

### China
- Embassy House, Peking